# Scleropogon helvolus
Scleropogon helvolus là một loài ruồi trong họ Asilidae. Scleropogon helvolus được Loew miêu tả năm 1874. Loài này phân bố ở vùng Tân Bắc giới.